# Hard-Ons
Hard-Ons est un groupe de punk rock australien, originaire de Sydney. Ils font partie des groupes ayant le plus de succès en Australie, avec plus de 250 000 ventes.

## Biographie

### Création et débuts (1981–1994)
Leur histoire commence au lycée dans les banlieues de Sydney,. En 1981, la première formation du groupe avec Keish de Silva à la guitare et la voix, Peter Black à la guitare et Brendan Creighton à la batterie,,. En 1982, Creighton part et est remplacé par Ray Ahn à la basse avec de Silva devenant le batteur,,. Ils jouaient aux fêtes d'anniversaire et aux danses d'école parce qu'ils étaient trop jeunes pour jouer dans les pubs. Le 20 juin 1984, The Hard-Ons jouent leur premier concert à l'hôtel Vulcan dans le centre-ville de Sydney. En 1985, le groupe sort un premier EP, Surfin' on My Face, au label ViNiL Records,. C'était le commencement d'une série de 17 numéros, un consécutif sur l'Australian Independent Music Charts.
Les derniers enregistrements comme Smell My Finger, Dickcheese, Love Is A Battlefield Of Wounded Hearts and Yummy! ont créé la base de leur style : un mélange de pop-punk avec des éléments metal et psychédélique. Le groupe montre également leur esprit punk indépendant, avec les membres musiciens qui ont pris délibérément leurs carrières en main : enregistrement, booking et promotion, créant leur propre dessin et design (la plupart du temps fait par Ahn), choisissant des groupes de support et contrôlant même le bureau des marchandises,. Tout en étant populaire en Australie, les Hard-Ons se popularisent en Europe, atteignant le top 10 des classements en Espagne et le top 5 en Grèce avec leur album Love is a Battlefield of Wounded Hearts en 1989. Cet album atteint également les top 5 dans le charts du NME. C'étaient seulement le troisième groupe australien après Nick Cave and the Bad Seeds et the Go-Betweens à avoir réalisé cette performance. En 1989, le groupe enregistre un EP avec le groupe britannique Stupids. Deux ans après ils se sont associés à Henry Rollins, et sortent une version de Let There Be Rock. Après la sortie de Too Far Gone en 1993, le groupe annonce qu'il arrête, pour poursuivre des projets différents,.

### Dissolution et retour (depuis 1997)
Leur séparation est interrompue par un concert, un EP et un best-of (compilation) en 1997 et 1998. Après This Terrible Place... en 2000, le groupe effectue son premier changement de formation, avec Keish de Silva qui décidera de quitter le groupe. Peter Black prend le rôle du chanteur et Pete Kostic, batteur des groupes de Sydney (Front End Loader/Regurgitator), se joint aux Hard-Ons. Le nouveau trio enregistre Very Exciting! en 2003 leur premier album pour Chatterbox Records.
En 2005, le 21e anniversaire de leur premier concert de pub est célébré par des tournées en Australie et Europe 4 pièces, avec Kostic en batterie et de Silva en chant. Techniquement, il reste seulement trois membres, mais c'est clair que Keish De Silva est toujours proche de son ancien groupe. Des enregistrements ont été faits en 2006 avec des contributions à partir de chacun des quatre membres du groupe (principalement Black, Ahn et Kostic) avec l'intention de sortir un double album de matériel. En fait, ce projet a été sorti en deux parties : plus pop avec Most People Are a Waste of Time (2006), et plus heavy metal Most People are Nicer than Us (2007).
En 2010, les Hard-Ons sortent un nouvel album avec le titre simple Alfalfa Males Once Summer Is Done Conform or Die. En 2012, le groupe réédite ses premiers albums comme contenus bonus avec des chansons inédites. Ils publient en premier lieu un CD de 60 titres intitulé Smell My Finger puis partent en tournée nationale.

## Membres

### Membres actuels
- Ray Ahn – basse, chant (1982–1993, depuis 1998)
- Peter « Blackie » Black – guitare, chant (1982–1993, depuis 1998)
- Keish de Silva – batterie (1982–1993, 1998–2001), chant (1982–1993, 1998–2001, depuis 2016)
- Murray Ruse – batterie (depuis 2011)

### Ancien membre
- Pete Kostic – batterie (2002–2011)

## Discographie

### Albums studio
- 1986 : Smell My Finger
- 1987 : Hard-Ons
- 1987 : Hot for Your Love Baby
- 1987 : Worst of...
- 1988 : Dickcheese
- 1989 : Love Is a Battlefield of Wounded Hearts
- 1991 : Yummy!
- 1992 : Dateless Dudes Club
- 1993 : Too Far Gone
- 1995 : Your Choice Live Series
- 2000 : This Terrible Place...
- 2003 : Very Exciting!
- 2006 : Most People are a Waste of Time
- 2007 : Most People are Nicer than Us
- 2010 : Alfalfa Males Once Summer is Done Conform or Die

### EP
| Title                                                      | Date |
| ---------------------------------------------------------- | ---- |
| Surfin' On My Face                                         | 1985 |
| Surfin' On My Face - (reissue)                             | 1988 |
| No Cheese (Split 10" with The Stupids)                     | 1988 |
| Dull                                                       | 1991 |
| Where The Wild Things Are (split with The Celibate Rifles) | 1992 |
| Love Is A Battlefield Of Wounded Hearts                    | 1989 |
| Test                                                       | 1994 |
| Yesterday & Today                                          | 1999 |
| Hard-Ons/Boom Boom Kid Split!                              | 2002 |
| American Exports (with Neil Hamburger)                     | 2009 |

### Singles
| Title                                                   | Date |
| ------------------------------------------------------- | ---- |
| Girl In The Sweater                                     | 1986 |
| By My Side"/"I'll Come Again - (Livin' End Flexidisc)   | 1986 |
| All Set To Go                                           | 1984 |
| Busted" b/w "Suck 'n' Swallow                           | 1987 |
| Just Being With You                                     | 1988 |
| Sick Of Being Sick (free giveaway)                      | 1989 |
| Been Had Before (Demo) (Vinyl Solution Giveaway)        | ?    |
| Where Did She Come From?                                | 1990 |
| Dull                                                    | 1991 |
| Let There be Rock (with Henry Rollins)                  | 1991 |
| Love Hurts (Munster Magazing Giveaway)                  | ?    |
| She's A Dish                                            | 1992 |
| Crazy Crazy Eyes                                        | 1993 |
| you Disappointed Me (Allemagne)                         | 1999 |
| Shark's Head (Espagne)                                  | 1999 |
| Sunny"/"Scared Of It All (Europe Promo)                 | ?    |
| There Goes One Of The Creeps That Hassled My Girlfriend | 2005 |

### Compilations
| Title                                    | Date |
| ---------------------------------------- | ---- |
| Why March When You Can Riot?!            | 1985 |
| On The Waterfront - Volume Three         | 1986 |
| Vicious Vinyl                            | 1987 |
| Fuck Or Fuck Off                         | 1987 |
| The Not So Lucky Country                 | 1988 |
| I Could'a Been A Contender               | 1988 |
| Hard To Beat: 21 Stooges Killers         | 1989 |
| Hard to Believe: Kiss Covers Compilation | 1990 |
| Let's Make The Wiener Kid Sing His Song  | 1993 |
| A Decade of Rock                         | 1994 |
| Singles                                  | 1994 |
| She's A Dish                             | 1994 |
| Rarities                                 | 1994 |
| The Best of                              | 1999 |
| Suck 'n' Swallow: 25 Years, 25 Songs     | 2009 |

### DVD
- 2008 : The Hard-Ons vs. Europe 2007